# Insulin glulizin
Insulin glulizin je biosintetički, brzo delujući analog ljudskog insulina koji se proizvodi pomoću nepatogene laboratorijske bakterije Escherichia coli (K12). Ovaj rekombinantni hormon se razlikuje od prirodnog ljudskog insulina po tome što je aminokiselina arginin u poziciji B3 zamenjena lizinom i lizin u poziciji B29 je zamenjen glutaminskom kiselinom. Te strukturne modifikacije snižavaju stopu formiranja heksamera, stabilizuju insulin glulizinske monomere i povećavaju brzinu apsorpcije i početak dejstva u odnosu an ljudski insulin.

## Literatura
- Hardman JG, Limbird LE, Gilman AG (2001). Goodman & Gilman's The Pharmacological Basis of Therapeutics (10. изд.). New York: McGraw-Hill. ISBN 0071354697. doi:10.1036/0071422803.
- Thomas L. Lemke; David A. Williams, ур. (2007). Foye's Principles of Medicinal Chemistry (6. изд.). Baltimore: Lippincott Willams & Wilkins. ISBN 0781768799.

## Spoljašnje veze
|  | Molimo Vas, obratite pažnju na važno upozorenje u vezi sa temama iz oblasti medicine (zdravlja). |